# Kiviõli
Kiviõli je město v estonském kraji Ida-Virumaa. Založeno bylo v roce 1922, městem se stalo v roce 1946. Hlavním průmyslem je zde těžba ropné břidlice, která i dala městu jméno: Kiviõli doslova znamená „kamenný olej“.
Město je známo především svými dvěma popelovými výsypkami (Kiviõli tuhamäed), které se svou výškou 115 a 109 m řadí mezi nejvyšší uměle vzniklé vrcholy Pobaltí.
Od roku 2008 se zde každoročně koná jeden ze závodů mistrovství světa sajdkár.